# Чансиндао (Шанхай)
Чансиндао (кит. 长兴岛) — наносной остров в устье Янцзы. Площадь острова — 88 км², население — 36 тысяч человек. В административном плане остров относится к району Чунмин города центрального подчинения Шанхай (КНР).

## История
Начиная с XVII века в документах упоминаются мелкие наносные песчаные острова в устье Янцзы: Чунбаоша (впоследствии переименованный в Жуйфэнша), Фаньцзяша, Явоша, Шитоуша и Юаньюаньша. В 1927 году сформировался остров Цзиньдайша. 
В середине XIX века на острове Явоша начали возделывать землю; с начала XX века на островах постоянно проживали рыбаки.

## Экономика
В 1960-70-х годах в результате проведённых дренажных работ из шести островов был образован единый остров Чансиндао. Население острова продолжало заниматься рыболовством и сельским хозяйством, пока в начале XXI века на Чансиндао из материкового Шанхая не были перемещены судостроительные заводы Jiangnan Shipyard и Hudong–Zhonghua Shipbuilding. В настоящее время остров является крупнейшей судостроительной площадкой Китая.
Вдоль побережья построено несколько ветряных электростанций.

## Транспорт
Через остров проходят Шанхайские мост и тоннель через Янцзы. Имеется две паромные переправы на соседний остров Хэншадао.

## Галерея

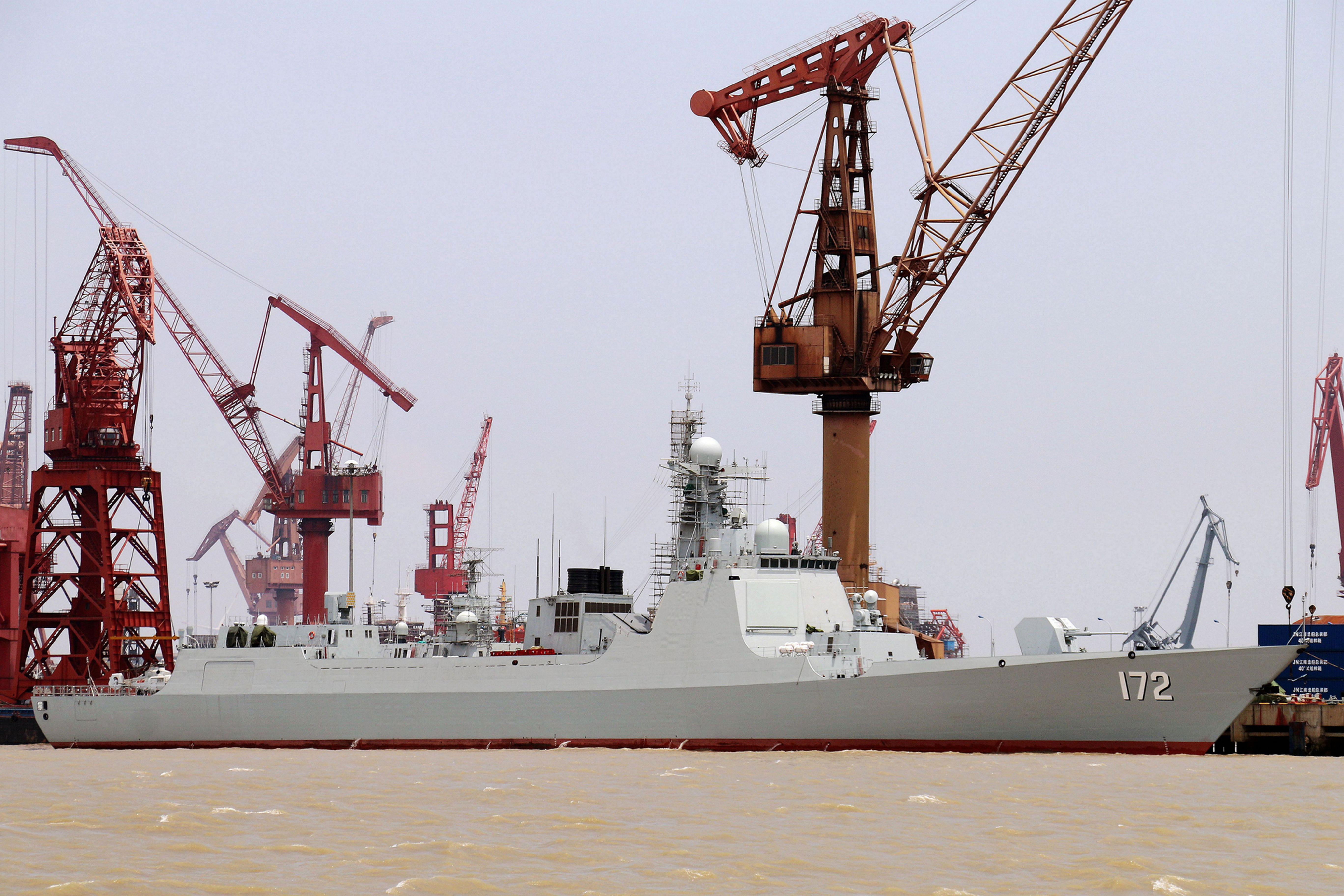
Судостроительный завод
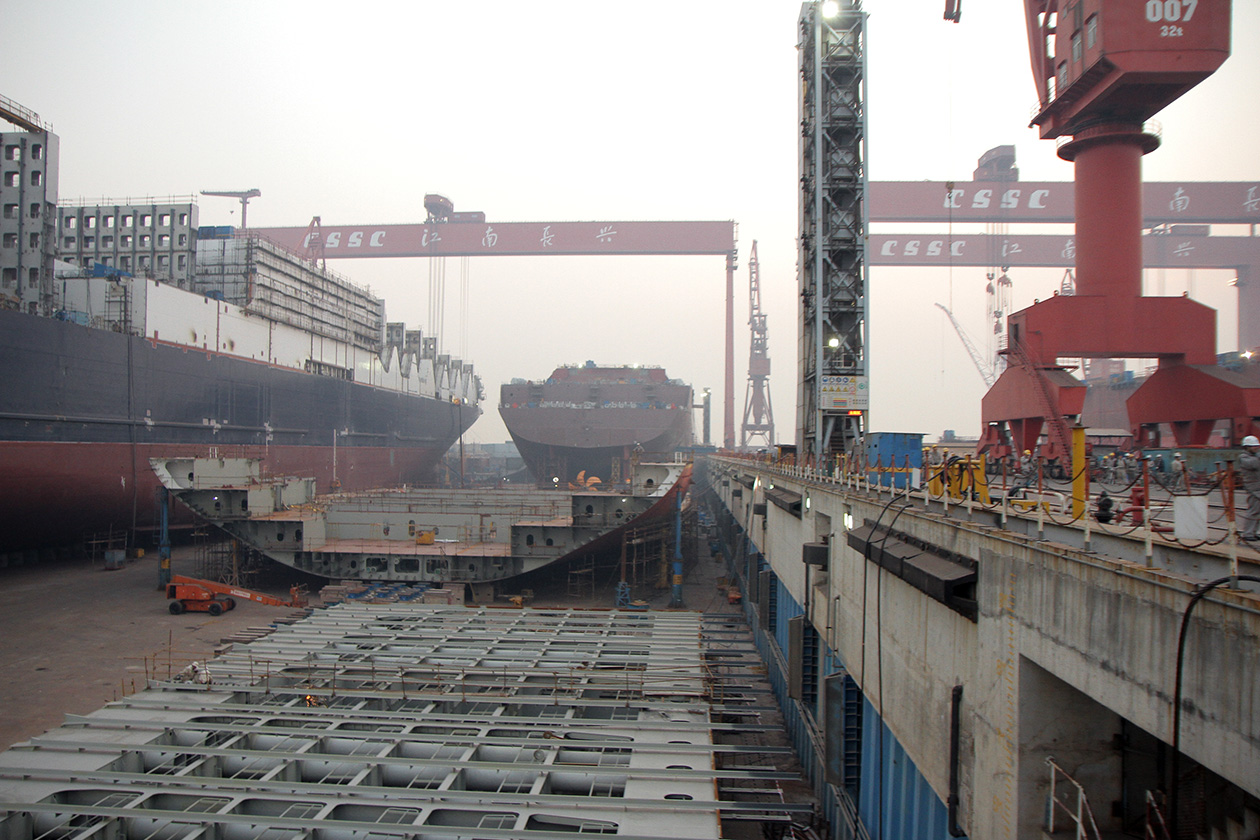
Судостроительный завод
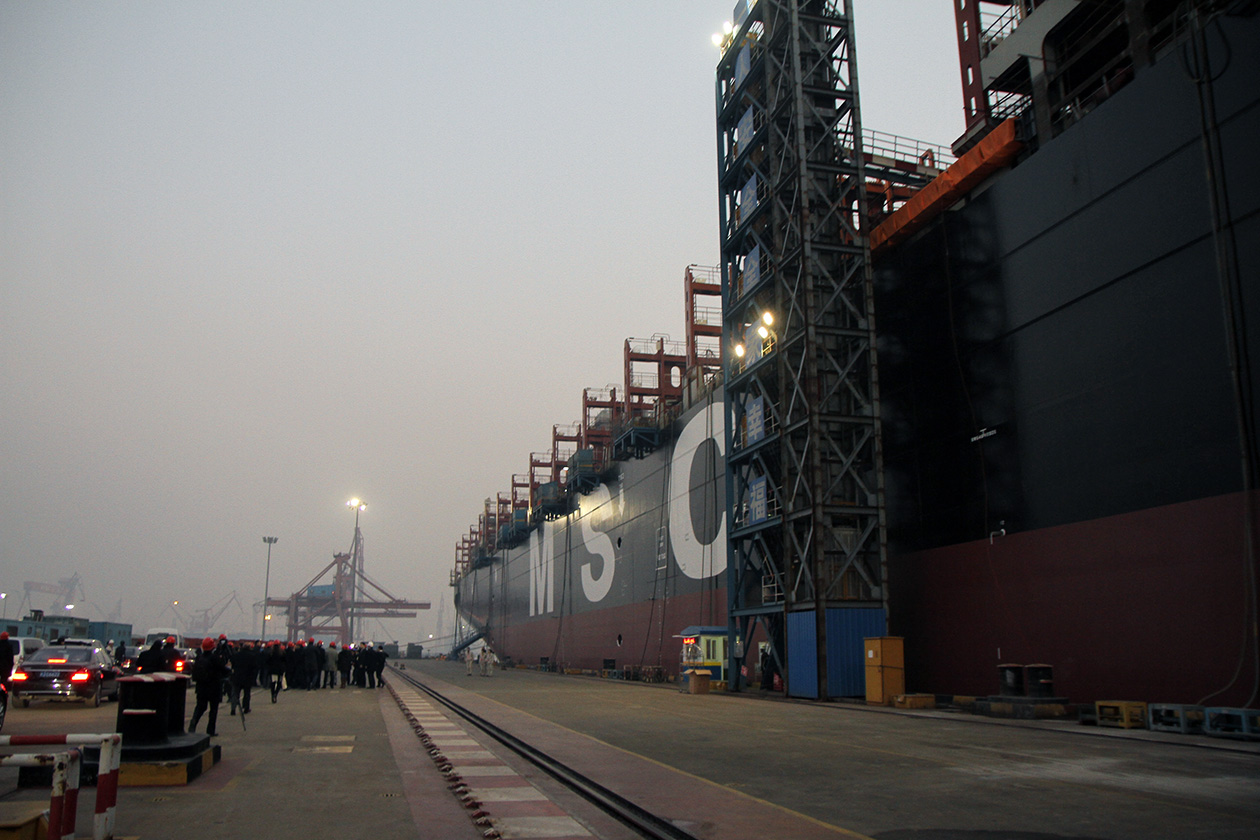
Судостроительный завод
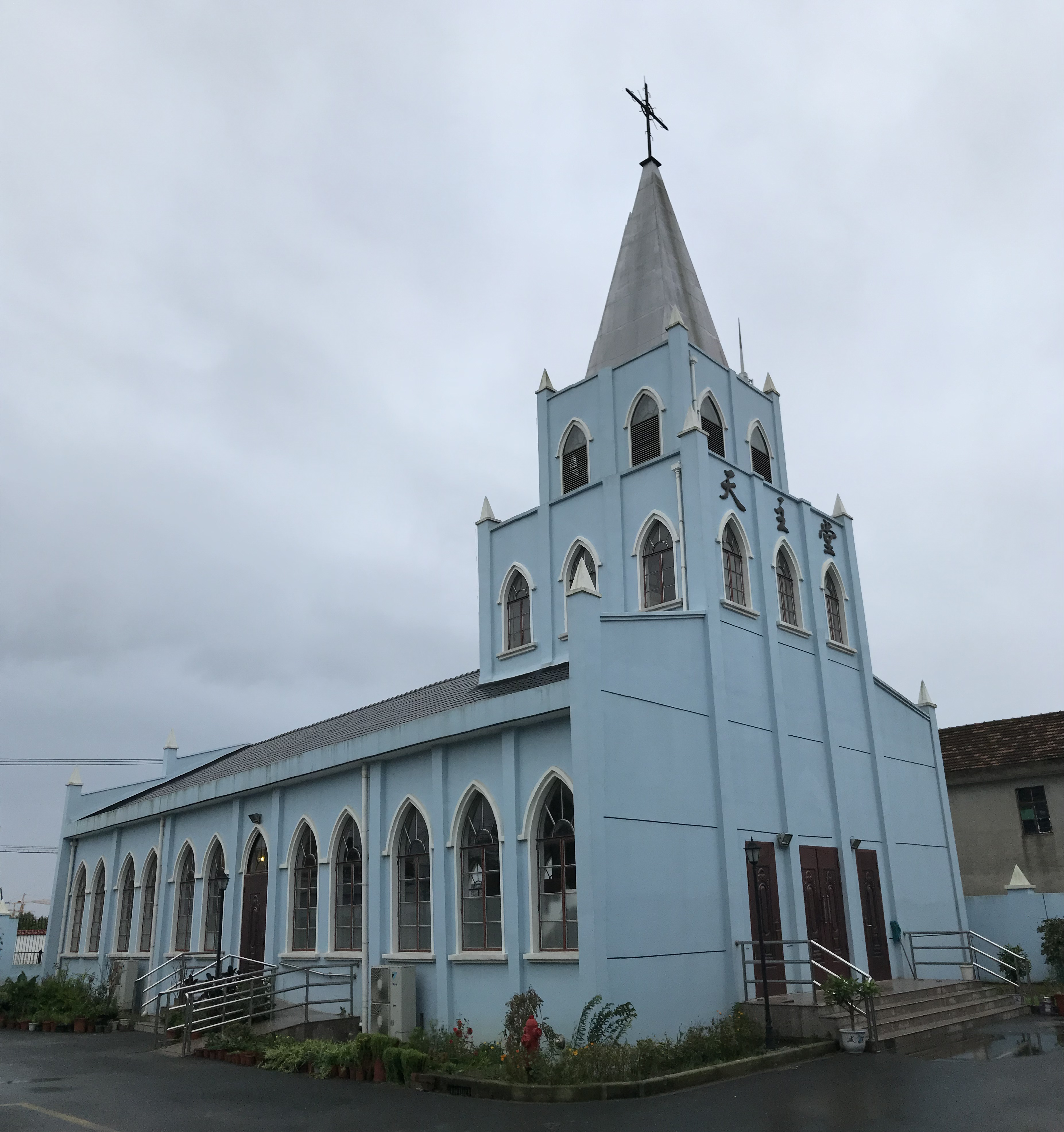
Католическая церковь
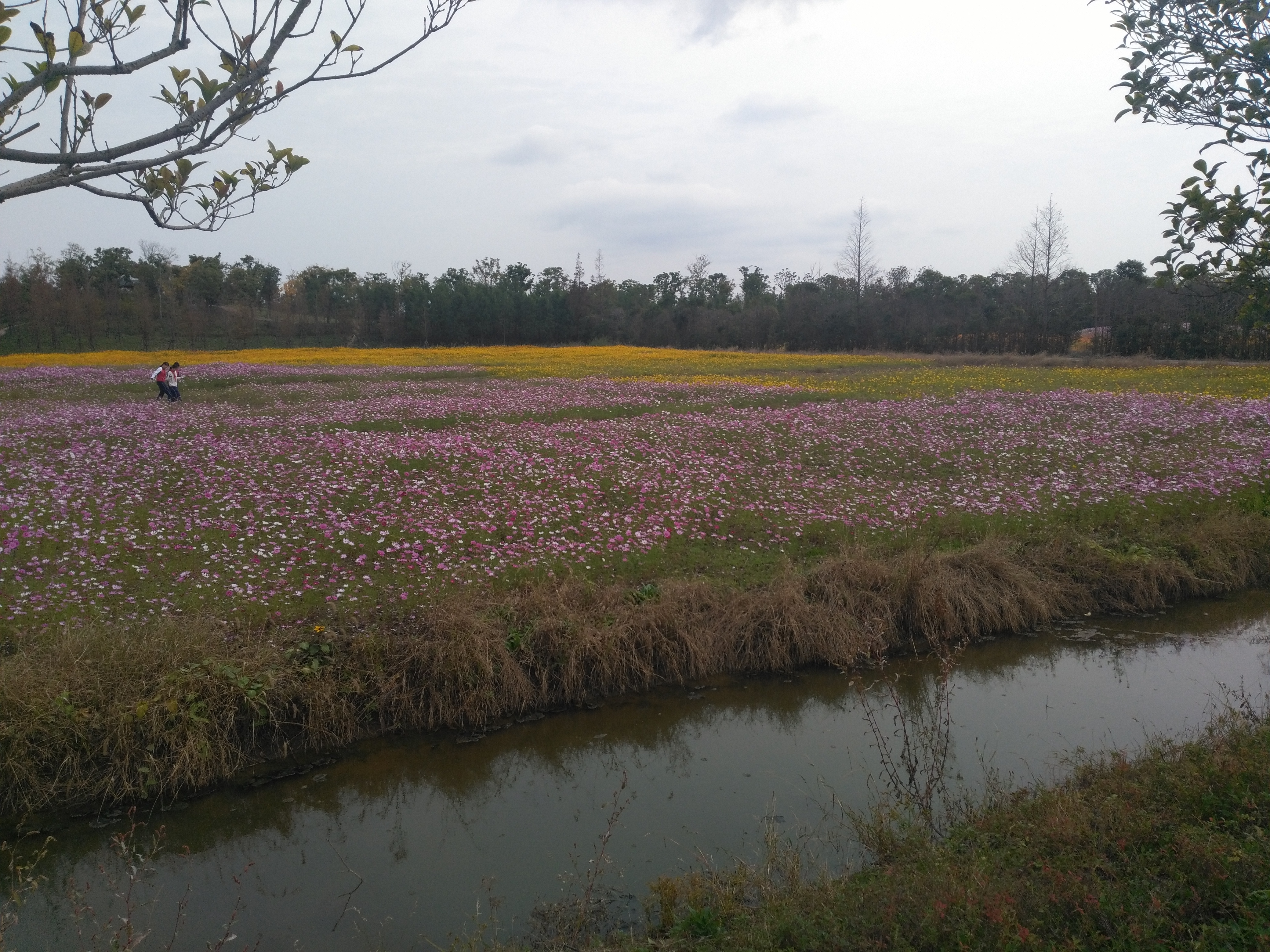
Загородный парк
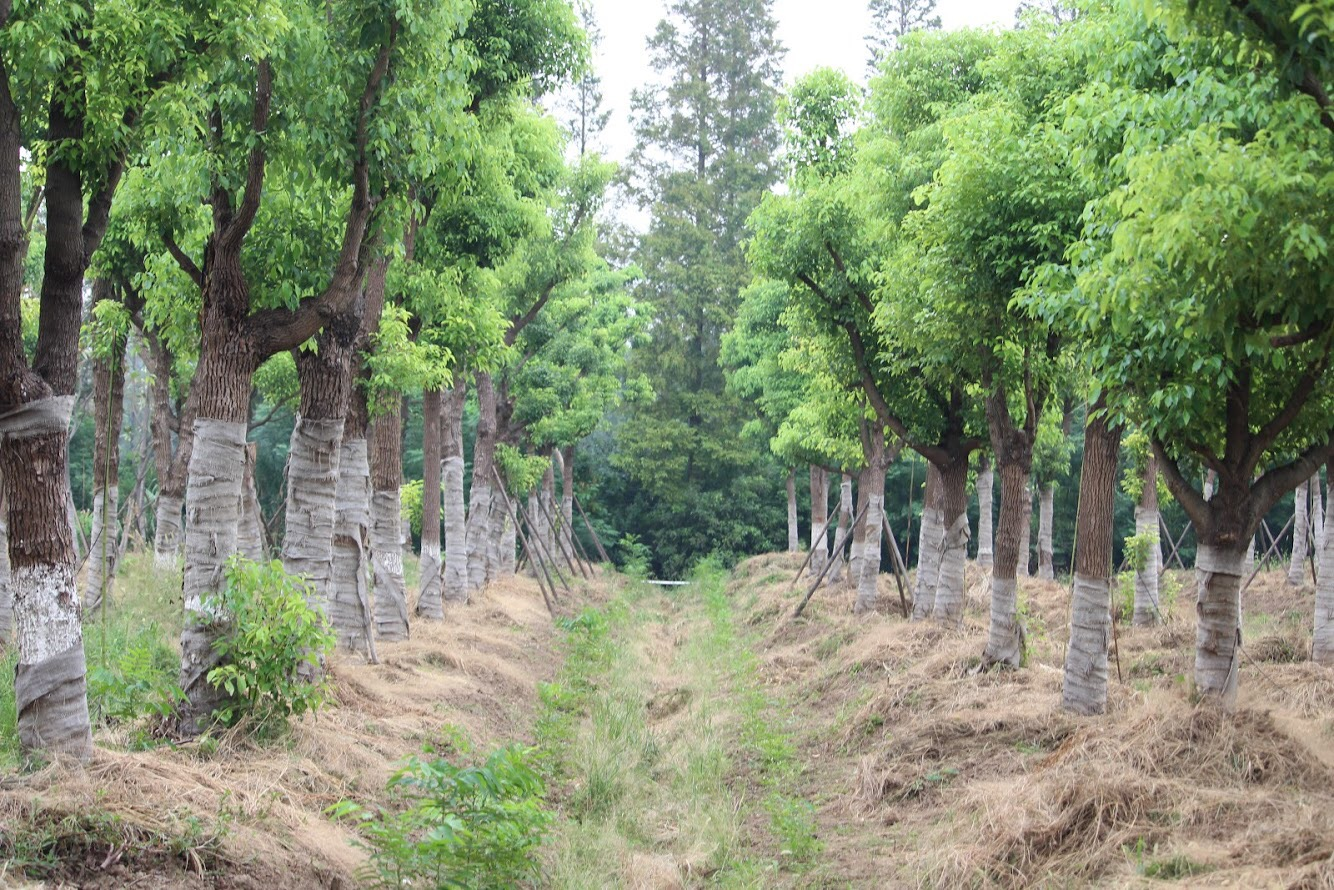
Фермерское хозяйство